# Martin Nguyen
Martin Nguyen, sinh ngày 5 tháng 3 năm 1989 tại Sydney, New South Wales, Úc, là một võ sĩ MMA người Úc gốc Việt đầu tiên thâu tóm cùng lúc hai đai vô địch ở hai hạng cân khác nhau của ONE Championship (hạng lông và hạng nhẹ).

## Tiểu sử
Martin Nguyen là người Úc gốc Việt.
Nghề chính của anh là thợ máy. Trước khi chơi MMA, anh là cầu thủ bóng bầu dục và tập luyện nhu thuật Braxin.
Năm 2012 anh chính thức chơi MMA cho giải đấu của ONE Championship và đi vào lịch sử với tư cách là võ sĩ cùng lúc giữ hai đai vô địch của giải đấu MMA uy tín nhất Châu Á này
Tại sự kiện One Championship 41 tháng 4 năm 2016, Martin Nguyen đánh bại nhà vô địch người Trung Quốc Li Kai Wen.
Tại One Championship 45 tháng 8 năm 2016 anh hạ đo ván võ sĩ trẻ cực mạnh người Singapore Christian Lee sau 4ph30s.
Trong trận tái đấu vừa diễn ra ngày 19 tháng 5 năm 2018, anh lại một lần nữa thắng Lee bằng tính điểm của các trọng tài sau 5 hiệp.
Trong trận tranh đai vô địch hạng nhẹ tháng 11 năm 2017 trước võ sĩ nổi tiếng Eduard Folayang, người sở trưởng ở cú đạp xoay người, anh đã biến sở trường của Eduard Folayang thành sở đoản, khi Eduard Folayang thực hiện cú đạp này đã bị Nguyen áp sát tung cú đấm tay phải cực mạnh vào mặt khiến Eduard Folayang bất tỉnh. Sau trận này, Eduard Folayang đã giảm hẳn việc sử dụng cú đạp này.
Nguyen có lối đánh điềm đạm, nhưng thông minh, sáng tạo, gây bất ngờ cho đối thủ và những cú đấm rất mạnh, đặc biệt cú đấm tay phải.

## Gia đình
Anh có vợ, Brooke, và ba con.